# Акаки Церетели
Акаки Церетели (на грузински: აკაკი წერეთელი) е грузински княз, поет, писател, публицист и общественик.
Роден е на 9 юни 1840 година в село Схвитори в благородническия род Церетели. Баща му е княз Ростом Церетели, а майка му е княгиня Екатерина, дъщеря на Иване Абашидзе, който е сред водачите на въстанието срещу руското управление през 1820 година.
Акаки Церетели завършва класическа гимназия в Кутаиси и филология в Санктпетербургския императорски университет, след което се връща в Грузия и заедно със своя близък приятел княз Илия Чавчавадзе се нарежда сред водачите на грузинското национално движение.
Автор е на множество поетични и публицистични работи, на хумористични разкази и автобиографичен роман.
Акаки Церетели умира на 26 януари 1915 година в град Сачхере.